# Восточный Тимор на пляжных Азиатских играх 2012
На III Азиатских пляжных играх, проходивших 12—22 июня 2012 года в Хайяне (Китай), Восточный Тимор представляли шестеро спортсменов (четверо мужчин и двое женщин), соревновавшихся в пляжном волейболе. По итогам Игр сборная Восточного Тимора не смогла завоевать медали.

## Пляжный волейбол
| Спортсмены                                                          | Отборочный раунд                                       | Отборочный раунд | 1/8 финала | 1/4 финала | 1/2 финала | Финал     |
| Спортсмены                                                          | Результаты                                             | Место            | 1/8 финала | 1/4 финала | 1/2 финала | Финал     |
| ------------------------------------------------------------------- | ------------------------------------------------------ | ---------------- | ---------- | ---------- | ---------- | --------- |
| Мужчины: Адриану Коррея, Наркизу Сантуш                             | Дзюнки Хатабэ, Хитоси Мураками 0-2 11-21, 8-21         | Группа M 3       | не прошли  | не прошли  | не прошли  | не прошли |
| Мужчины: Адриану Коррея, Наркизу Сантуш                             | Пубуду Эканаяка, Сампатх Пейрис 0-2 8-21, 12-21        | Группа M 3       | не прошли  | не прошли  | не прошли  | не прошли |
| Мужчины: Наркизу де Жезуз Сантуш Суариш, Гауденсиу Фернандес Шавьер | Ли Чжосинь, Чжан Лицзэн 0-2 11-21, 11-21               | Группа N 2       | не прошли  | не прошли  | не прошли  | не прошли |
| Мужчины: Наркизу де Жезуз Сантуш Суариш, Гауденсиу Фернандес Шавьер | Шиуназ Абдул Вахид, Исмаил Сайид 2-1 18-21, 21-8, 15-9 | Группа N 2       | не прошли  | не прошли  | не прошли  | не прошли |
| Женщины: Флорзинья Санчес, Кезья Деолинда Белу                      | Чжань Мэйцзид, Цзэ Винхун 0-2 11-21, 9-21              | Группа S 3       | не прошли  | не прошли  | не прошли  | не прошли |
| Женщины: Флорзинья Санчес, Кезья Деолинда Белу                      | Джаруни Саннок, Уса Тенпакси 0-2 11-21, 0-21           | Группа S 3       | не прошли  | не прошли  | не прошли  | не прошли |